# Dennis Head Old Beacon
Dennis Head Old Beacon est un ancien phare situé sur l'île de North Ronaldsay, l'une des îles de l'archipel des Orcades au nord des Highlands en Écosse. Il a figuré, en 2006, dans la série de télévision Restauration Village de la British Broadcasting Corporation (BBC) en terminant en troisième place. La balise et les maisons des gardiens sont protégées en tant que bâtiments classés de catégorie A.
La tour de 21 m de haut a été achevée en 1789 sous la supervision de l'ingénieur écossais Thomas Smith assisté de son beau-fils Robert Stevenson. Il fut le premier phare d'une série construite par T. Smith comme celui de Kinnaird Head et de Mull de Kintyre. Son système d'éclairage, bien qu'avancé pour son époque, consistait en un faisceau de lampes à huile et de réflecteurs très peu efficace et souvent confondu avec la lampe du mât avant d'un autre navire par les marins. La lumière a été enlevée en 1809 et il est resté une balise visible dans cette zone. Un nouveau phare a été construit en 1854, le phare de North Ronaldsay.
Il est maintenant protégé en tant que monument classé du Royaume-Uni de catégorie B.
Identifiant : ARLHS : SCO-154

### Lien connexe
- Liste des phares en Écosse